# Chromis chromis
La castañuela (Chromis chromis) es una especie de pez del orden Perciformes y de la familia Pomacentridae. De tonalidad de pardo oscura, posee una longitud en torno a los 10 cm y el cuerpo aplanado lateralmente. La aleta caudal es ahorquillada. Los juveniles, de hasta un centímetro de longitud, son de un vistoso azul eléctrico. Se trata de una especie muy común en el mar Mediterráneo y también está presente en el Océano Atlántico. De conducta gregaria, se agrupa en cardúmenes poco densos a poca profundidad, especialmente en costas rocosas. Los adultos defienden de forma muy agresiva sus territorios, especialmente las puestas. Carece de interés pesquero.

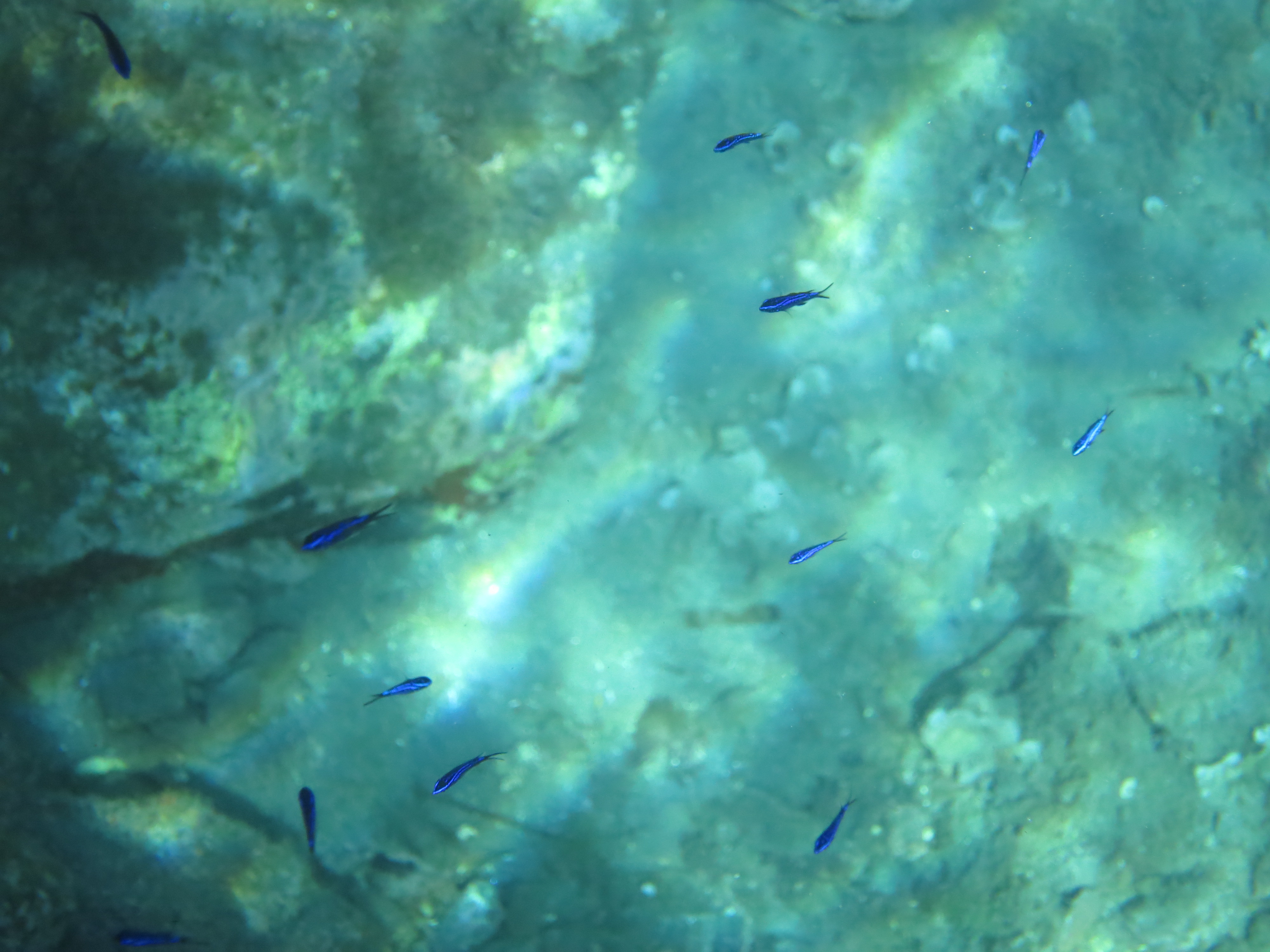
Alevines de castañuela, mostrando un color azul intenso. Cabo de Gata, Almería (España).